# Reinosa
Reinosa település Spanyolországban, Kantábria autonóm közösségben. Reinosa Campoo de Enmedio községgel határos. Lakosainak száma 8566 fő (2024).

## Népesség
A település népessége az elmúlt években az alábbi módon változott:
| Lakosok száma | 10 862 | 10 577 | 10 220 | 10 307 | 10 071 | 9804 | 9331 | 9003 | 8660 | 8566 |
|               | 2001   | 2004   | 2007   | 2009   | 2012   | 2014 | 2017 | 2019 | 2022 | 2024 |